# Alive (EP)
Alive é o quinto extended play (EP) pertencente ao grupo sul-coreano Big Bang. O seu lançamento ocorreu em 29 de fevereiro de 2012, através da YG Entertainment. O EP que produziu os singles "Blue", "Bad Boy" e "Fantastic Baby", recebeu avaliações positivas da crítica especializada, que o elegeu um dos melhores álbuns lançados em 2012. 
O lançamento de Alive desfrutou de grande popularidade tanto na Coreia do Sul quanto internacionalmente, o EP tornou-se o primeiro álbum de língua coreana a entrar na parada estadunidense Billboard 200, detendo na ocasião o recorde de álbum mais vendido de K-pop nos Estados unidos, além disso, atingiu o topo da sul-coreana Gaon Album Chart, tornando-se mais tarde, o segundo álbum mais vendido no país.

## Antecedentes e lançamento
Com o lançamento de seu quarto EP Tonight em fevereiro de 2011 e posteriormente de seu respectivo relançamento intitulado Big Bang Special Edition, lançado em abril do mesmo ano, o Big Bang encerrou suas atividades promocionais coreanas e iniciou suas promoções japonesas, o que ocorreu através do lançamento de seu terceiro álbum de estúdio japonês Big Bang 2 e de sua turnê de apoio Love and Hope Tour. Ainda durante o ano de 2011, iniciou-se a produção de um novo álbum do grupo em meio a controvérsias envolvendo alguns de seus membros, sobre o período o quinteto admitiu: "após cinco anos de nossa estreia, estávamos começando a perder o foco". Devido a isso, o grupo iniciou um período de auto-reflexão e de união entre si, além disso, a produção de novo material se intensificou, Yang Hyun-suk executivo da YG Entertainment, comentou que os membros passaram um longo período no estúdio imersos em música e que suas expectativas nas novas canções eram altas "porque os cinco membros se dedicaram a trabalhar no álbum por alguns meses com apenas ele em mente, há muitos resultados e é maravilhoso como ele está".
Em 20 de janeiro de 2012, foi divulgado pela YG Entertainment uma imagem trazendo o nome do Big Bang como um anúncio de seu retorno, mais tarde, foi anunciado sua data de lançamento para 29 de fevereiro e a informação de que o material se chamaria Alive, seu significado remete ao desafio e a paixão do Big Bang pela música estar vivo, onde "a música é o resultado deste desafio". O EP foi lançado em ambos os formatos digital e físico, sendo comercializado em seu formato físico, em uma embalagem de aço (feita em material de papel após relançamento) e contendo um livro de fotos e um cartão em seis versões diferentes, sendo uma por membro e uma padrão do grupo.

## Promoção

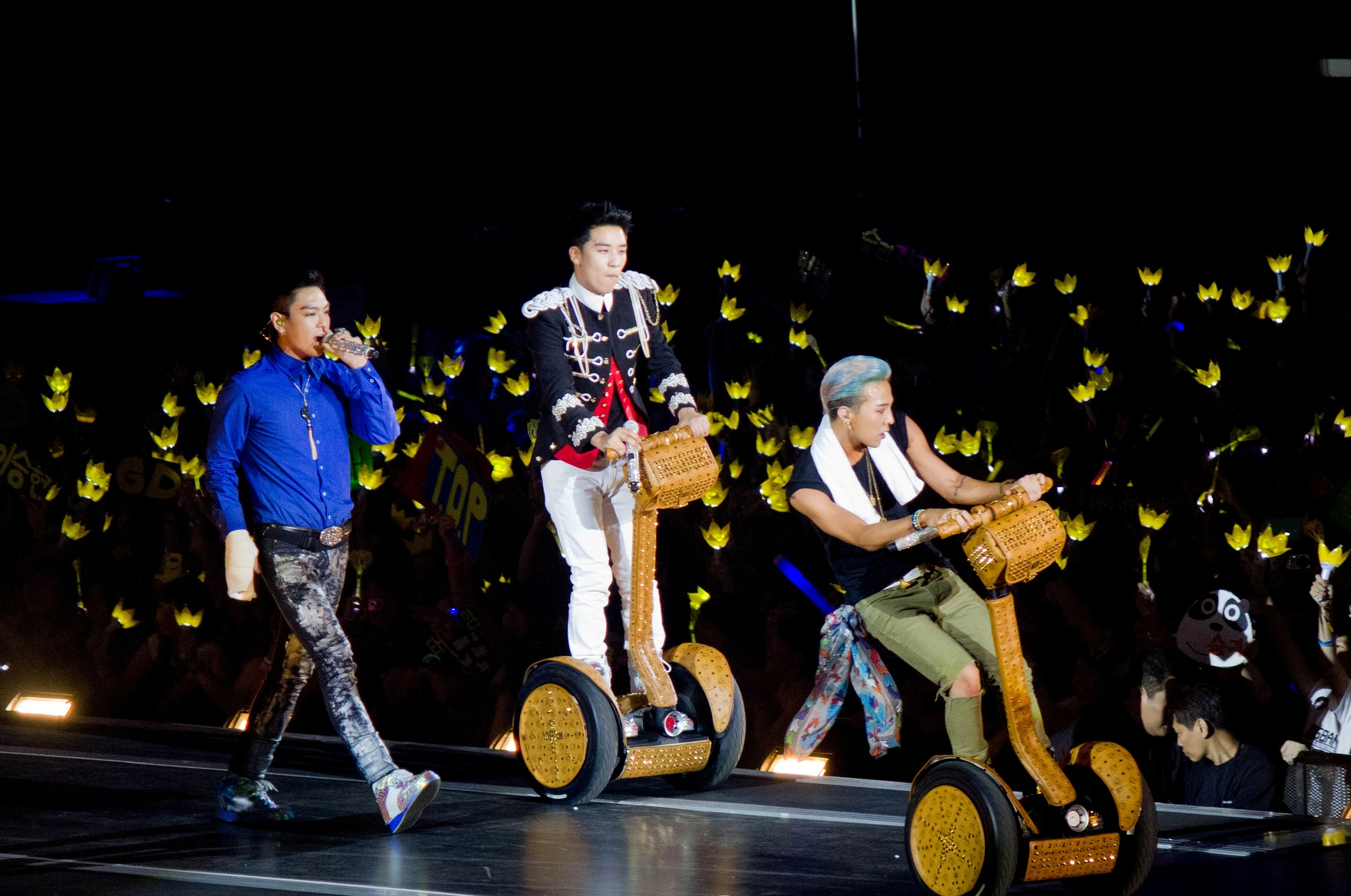
Big Bang durante concerto realizado em 28 de setembro de 2012 em Singapura, pela Alive Galaxy Tour.

A partir do anúncio do lançamento de Alive, a YG Entertainment passou a divulgar em janeiro de 2012, quais canções iriam integrar o EP. Em 17 de fevereiro, toda a sua lista de faixas foi apresentada, incluindo os responsáveis pela composição e produção de suas faixas. Além disso, a fim de promover o lançamento de Alive, foram lançadas em datas diferentes, imagens promocionais contendo cada membro do Big Bang apresentando uma canção do EP, que iniciou-se com T.O.P introduzindo "Fantastic Baby" e encerrou-se com G-Dragon introduzindo "Blue", lançada em seguida como o primeiro single de Alive. Posteriormente, vídeos promocionais contendo prévias das faixas, foram lançados entre os dias 23 a 28 de fevereiro de 2012. As promoções do EP também incluíram apresentações nos programas musicais sul-coreanos, com o grupo realizando seu retorno através do Inkigayo da SBS em 11 de março. Além disso, entre os dias 20 a 25 de março, performances gravadas ao vivo de todas as canções de Alive, se tornaram um especial intitulado YG On Air: Big Bang Alive e foram transmitidas diariamente através da plataforma de vídeos Youtube e pelo portal sul-coreano Naver.

### Alive Galaxy Tour
Uma turnê a nível mundial foi anunciada pela YG Entertainment em fevereiro de 2012, em apoio ao lançamento de Alive e com apresentações anunciadas para a Ásia, América do Norte, América do Sul e Europa. Diversos profissionais internacionais renomados, foram contratados para a produção da turnê que iniciou a venda de ingressos em março. Datas adicionais foram disponibilizadas em Singapura, Estados Unidos e Inglaterra devido a alta demanda. A turnê iniciou-se em Seul na Coreia do Sul em 2 de março e foi encerrada no mesmo local em 27 de janeiro de 2013, com uma recepção positiva da crítica e de público, o qual foram realizados 48 concertos para um público total estimado em oitocentas mil pessoas.

## Recepção

### Crítica profissional
Alive recebeu avaliações favoráveis da crítica, o EP foi escolhido pela Fuse como um dos melhores álbuns do ano, sendo o único álbum de língua não inglesa a figurar na lista. O EP foi descrito como um material que "dilui as linhas entre o K-pop tradicional, dance-pop, R&B e quase todos os outros gêneros" e considerado "um dos lançamentos mais completos do Big Bang até hoje". Para Tamar Herman da Billboard, Alive "é objetivamente uma das melhores eras do grupo" e observou como "cada canção é icônica a seu modo", enquanto o jornal Sun-Times destacou como o EP incluiu um som mais maduro e "técnicas de produção mais interessantes", o que exibiu a diversidade do Big Bang. Escrevendo para a revista The Fader, Cooper Duncan elogiou Alive por tornar o grupo, uma estrela do K-pop em ascensão no ocidente, "o caso mais convincente até o momento".
Em sua resenha sobre o EP, a publicação The Borneo Post comentou que "Alive é um manifesto humilde, que declara os esforços do Big Bang a fim de se transformar em lendas do K-pop que vivem no agora. Eles certamente já provaram antes que estão um pouco acima do habitual". Sua avaliação positiva se encerra declarando que Alive estava presente em toda parte e "todo mundo era favorável [a ele]".

## Singles
- "Blue foi lançado em 22 de fevereiro de 2012, através do formato de download digital e antecedendo o lançamento de Alive. A canção recebeu análises positivas da crítica especializada, sendo notada por possuir "um som mais maduro"[28] e por expressar um lado mais emocional do Big Bang não visto antes.[29] Comercialmente, a faixa liderou as paradas sul-coreanas Gaon Digital Chart e Billboard K-pop Hot 100, durante três semanas consecutivas, tornando-se a canção melhor posicionada do EP nas paradas citadas.[30][31] Além disso, a canção se estabeleceu em número três na parada estadunidense Billboard World Digital Songs.[32] Através de "Blue", o Big Bang venceu os prêmios de Canção do Mês, referente a fevereiro de 2012, nas premiações sul-coreanas Cyworld Digital Music Awards e Gaon Chart Awards.[33][34]

- "Bad Boy" foi lançado como single em 29 de fevereiro de 2012 conjuntamente com Alive. A canção recebeu elogios por sua produção, apontada como contendo raízes de uma "mistura de hip hop com R&B de verão"[35] e integrou diversas listas de melhores canções do ano de 2012.[36][37] Em termos comerciais, a faixa atingiu nas paradas sul-coreanas, as posições de número dois na Gaon Digital Chart[38] e de número três na Billboard K-pop Hot 100,[39] além de posicionar-se no topo da Gaon Download Chart obtendo vendas de 537,161 mil cópias em sua primeira semana.[40] Além disso, atingiu pico de número três na estadunidense Billboard World Digital Songs.[41]

- "Fantastic Baby" foi lançado em 7 de março de 2012 como o último single a ser retirado de Alive. Considerada uma faixa que contém uma mistura de gêneros[24] e uma "canção essencial do K-pop", por ter sido capaz de alcançar uma audiência internacional,[42] a canção integrou a lista referente as cinquenta maiores canções de boy Bands de todos os tempos da publicação Rolling Stone[43] e a lista de principais canções masculinas dos últimos vinte anos do jornal The Dong-a Ilbo.[44] O seu lançamento se estabeleceu em número três tanto na sul-coreana Gaon Digital Chart quanto na estadunidense Billboard World Digital Songs,[45][46] além disso, a canção atingiu a posição de número dois na também sul-coreana, Billboard Korea K-Pop Hot 100[47] e recebeu uma certificação de platina dupla pela RIAJ no Japão, devido suas vendas ultrapassarem quinhentas mil cópias no país.[48]

## Lista de faixas
| Alive – Edição padrão |                                          |                             |                             |                 |         |  |
| N.º                   | Título                                   | Letras                      | Música                      | Arranjos        | Duração |  |
| 1.                    | "Alive" (Intro)                          | G-Dragon, Teddy Park, T.O.P | Dee.P, G-Dragon, Teddy Park | Dee.P           | 0:48    |  |
| 2.                    | "Blue"                                   | G-Dragon, Teddy Park, T.O.P | Teddy Park, G-Dragon        | Teddy Park      | 3:53    |  |
| 3.                    | "Love Dust" (사랑먼지; Sarangmeonji)     | G-Dragon, Teddy Park, T.O.P | G-Dragon, Teddy Park        | Teddy Park      | 3:52    |  |
| 4.                    | "Bad Boy"                                | G-Dragon, T.O.P             | G-Dragon, Choice37          | Choice37        | 3:57    |  |
| 5.                    | "Ain't No Fun" (재미없어; Jaemieobseo)   | G-Dragon, T.O.P             | G-Dragon, DJ Murf, Peejay   | DJ Murf, Peejay | 3:42    |  |
| 6.                    | "Fantastic Baby"                         | G-Dragon, T.O.P             | Teddy Park, G-Dragon        | Teddy Park      | 3:51    |  |
| 7.                    | "Wings" (날개; Nalgae) (solo de Daesung) | G-Dragon, Daesung           | G-Dragon, Choi Pil Kang     | Choi Pil Kang   | 3:43    |  |
| Duração total:        | Duração total:                           | Duração total:              | Duração total:              | Duração total:  | 23:41   |  |

### Still Alive
Big Bang Special Edition: Still Alive comumente referenciado apenas como Still Alive, é um álbum de estúdio lançado pelo Big Bang como um relançamento de seu EP Alive. O seu lançamento ocorreu em 3 de junho de 2012, através da YG Entertainment e produziu como faixa título a canção "Monster". O álbum obteve êxito comercial conquistando o topo da parada sul-coreana Gaon Album Chart e se estabelecendo no top 3 da estadunidense Billboard World Albums. 

### Antecedentes e lançamento
Após o Big Bang ter lançado o EP Alive e posteriormente embarcado em sua primeira turnê mundial, foi anunciado durante o mês de maio de 2012 pela YG Entertainment, o lançamento de um álbum de edição especial em formato de relançamento do EP e intitulado como Still Alive. A data de lançamento do álbum também foi anunciada na ocasião como sendo 3 de junho, além disso, informações acerca da lista completa de faixas do álbum, incluindo informações sobre os responsáveis pela composição e produção das canções, também foram divulgados.
Still Alive foi comercializado em ambos os formatos digital e físico, onde neste último, foi lançado em seis versões diferentes, sendo uma por membro e uma padrão do grupo, adicionalmente, também possui um livro de fotos de 36 páginas e um livro da marca Big Bang de 56 páginas. Composto por nove faixas, o álbum contém quatro canções de Alive, a inclusão das inéditas "Still Alive", "Bingle Bingle" e "Monster", o qual esta última tornou-se a sua faixa-título e duas versões coreanas de canções lançadas de seu quarto álbum de estúdio japonês Alive (2012).

### Desempenho nas paradas musicais
O lançamento de Still Alive na Coreia do Sul não possuiu promoções, devido o Big Bang preferir concentrar-se em sua primeira turnê mundial, apesar disso, o álbum estreou em seu pico de número um, tanto na parada semanal quanto mensal da Gaon Album Chart, o tornando mais tarde, com vendas de 148,030 mil cópias em 2012, o sexto álbum mais vendido do ano no país. Além disso, o álbum figurou na parada anual da Gaon Album Chart do ano seguinte, adquirindo vendas adicionais de 15,610 mil cópias.
No Japão, Stil Alive foi lançado em 10 de junho e atingiu seu pico de número 28 em sua segunda semana na Oricon Albums Chart, ao obter vendas de 3,244 mil cópias. Em Taiwan, o álbum se estabeleceu em número dois pela G-Music Combo Chart e nos Estados Unidos, Still Alive atingiu a posição de número três na Billboard World Albums. e de número vinte pela Billboard Heatseekers Albums.

### Lista de faixas
| Still Alive – Edição padrão |                                               |                             |                                          |                                |         |  |
| N.º                         | Título                                        | Letras                      | Música                                   | Arranjos                       | Duração |  |
| 1.                          | "Still Alive"                                 | G-Dragon, Teddy Park, T.O.P | Dee.P, G-Dragon, Teddy Park              | Dee.P                          | 3:18    |  |
| 2.                          | "Monster"                                     | G-Dragon, T.O.P             | G-Dragon, Choi Pil-kang                  | Choi Pil-kang, Dee.P           | 3:51    |  |
| 3.                          | "Feeling" (versão coreana)                    | G-Dragon, T.O.P             | Boys Noize, G-Dragon, T.O.P              | Boys Noize                     | 3:35    |  |
| 4.                          | "Fantastic Baby"                              | G-Dragon, T.O.P             | Teddy Park, G-Dragon                     | Teddy Park                     | 3:52    |  |
| 5.                          | "Bad Boy"                                     | G-Dragon, T.O.P             | G-Dragon, Choice37                       | Choice37                       | 3:58    |  |
| 6.                          | "Blue"                                        | G-Dragon, Teddy, T.O.P      | Teddy Park, G-Dragon                     | Teddy Park                     | 3:55    |  |
| 7.                          | "Bingle Bingle" (빙글빙글; Binggeul Binggeul) | G-Dragon, T.O.P             | Teddy Park, G-Dragon, Seo Won-jin        | Teddy Park, Seo Won-jin        | 3:00    |  |
| 8.                          | "Ego" (versão coreana)                        | G-Dragon, T.O.P             | G-Dragon, Ham Seung-cheon, Kang Wook-jin | Ham Seung-cheon, Kang Wook-jin | 3:25    |  |
| 9.                          | "Love Dust" (사랑먼지; Sarangmeonji)          | G-Dragon, Teddy Park, T.O.P | G-Dragon, Teddy Park                     | Teddy Park                     | 3:51    |  |
| Duração total:              | Duração total:                                | Duração total:              | Duração total:                           | Duração total:                 | 32:45   |  |

| Conteúdo bônus em DVD – Edição CD+DVD taiwanesa |                                                        |                |         |  |
| N.º                                             | Título                                                 | Diretor        | Duração |  |
| 1.                                              | "Monster" (Vídeo musical com legenda em chinês)        | Han Sa-min     |         |  |
| 2.                                              | "Blue" (Vídeo musical com legenda em chinês)           | Han Sa-min     |         |  |
| 3.                                              | "Bad Boy" (Vídeo musical com legenda em chinês)        | Han Sa-min     |         |  |
| 4.                                              | "Fantastic Baby" (Vídeo musical com legenda em chinês) | Seo Hyun-seung |         |  |

## Desempenho nas paradas musicais
O lançamento de Alive na Coreia do Sul, levou as suas canções a se estabelecerem nas primeiras colocações das paradas dos serviços de música online do país, posteriormente, seis faixas estrearam dentro do top 10 da Gaon Digital Chart. Em 9 de março, foi revelado que o Big Bang tornou-se o primeiro artista a ter cinco faixas nas dez primeiras posições da parada Billboard K-Pop Hot 100, através de "Blue", "Bad Boy", "Fantastic Baby", "Ain't No Fun" e "Love Dust". Além disso, o lançamento do EP estreou no topo da Gaon Albums Chart, onde se manteve na liderança por duas semanas consecutivas. Alive foi o álbum mais vendido na Coreia do Sul no primeiro semestre de 2012, e tornou-se mais tarde, com vendas de 266,848 mil cópias em 2012, o segundo álbum mais vendido no país e o EP melhor posicionado na parada anual da Gaon Album Chart.
No Japão, o EP se estabeleceu em seu pico de número seis em sua segunda semana pela Oricon Albums Chart, com vendas de 9,255 mil cópias. Em Taiwan, Alive atingiu o topo da G-Music Combo Chart e  devido suas vendas que ultrapassaram vinte mil cópias, o EP conquistou uma certificação de platina dupla no país. Além disso, o lançamento de Alive, tornou-o primeiro álbum em língua coreana a entrar na parada estadunidense Billboard 200, onde se estabeleceu na posição de número 150 com vendas de 4,100 mil cópias, este feito na ocasião, tornou o Big Bang o artista a ter o álbum de K-pop mais vendido nos Estados Unidos em sua primeira semana de lançamento. O EP figurou ainda em outras paradas do mesmo gráfico, atingindo a posição de número quatro pela Billboard Heatseekers Albums e Billboard World Albums, além de se estabelecer em número 22 pela Billboard Independent Albums.

### Posições
| Paradas (2012)                                | Melhor posição |
| --------------------------------------------- | -------------- |
| Coreia do Sul (Gaon Weekly Albums Chart)      | 1              |
| Coreia do Sul (Gaon Monthly Albums Chart)     | 1              |
| Coreia do Sul (Gaon Yearly Albums Chart)      | 2              |
| Estados Unidos (Billboard Heatseekers Albums) | 4              |
| Estados Unidos (Billboard World Albums)       | 4              |
| Estados Unidos (Billboard Independent Albums) | 22             |
| Estados Unidos (Billboard 200)                | 150            |
| Japão (Oricon Weekly Albums Chart)            | 6              |
| Japão (Oricon Monthly Albums Chart)           | 33             |
| Taiwan (G-Music Combo Chart)                  | 1              |

## Prêmios e indicações
| Ano  | Prêmio                  | Categoria                   | Resultado | Ref.   |
| ---- | ----------------------- | --------------------------- | --------- | ------ |
| 2012 | Melon Music Awards      | Álbum do Ano                | Indicado  | [ 80 ] |
| 2012 | Mnet Asian Music Awards | Álbum do Ano                | Indicado  | [ 81 ] |
| 2012 | Taiwan Warner Music     | Prêmio de Platina Dupla     | Venceu    | [ 71 ] |
| 2013 | Gaon Chart Music Awards | Álbum do Ano (1º Trimestre) | Venceu    | [ 82 ] |

## Histórico de lançamento
| Região        | Data                    | Formato             | Gravadora                     | Edição                                |
| ------------- | ----------------------- | ------------------- | ----------------------------- | ------------------------------------- |
| Mundo         | 29 de fevereiro de 2012 | Download digital    | YG Entertainment              | Alive                                 |
| Coreia do Sul | 29 de fevereiro de 2012 | CD download digital | YG Entertainment KMP Holdings | Alive                                 |
| Taiwan        | 27 de março de 2012     | CD                  | Warner Music Taiwan           | Alive                                 |
| Mundo         | 3 de junho de 2012      | Download digital    | YG Entertainment              | Big Bang Special Edition: Still Alive |
| Coreia do Sul | 3 de junho de 2012      | Download digital    | YG Entertainment              | Big Bang Special Edition: Still Alive |
| Coreia do Sul | 6 de junho de 2012      | CD                  | YG Entertainment KMP Holdings | Big Bang Special Edition: Still Alive |
| Taiwan        | 29 de junho de 2012     | CD CD+DVD           | Warner Music Taiwan           | Big Bang Special Edition: Still Alive |